# Mary Burnett Talbert
Mary Burnett Talbert, född 17 september 1866, död 15 oktober 1923, var en amerikansk suffragett och antirasist. 
Hon var ordförande för National Association of Colored Women 1916–1920. 
Mary Burnett Talbert valdes in i National Women's Hall of Fame 2005.